# Enrico Pasquali
Enrico Pasquali (Castel Guelfo di Bologna, 4 settembre 1923 – Bologna, 2004) è stato un fotografo italiano, aderente al neorealismo.
Nasce a Castel Guelfo di Bologna, vicino a Bologna, lungo la sponda sinistra del fiume Sillaro, nell'Imolese. Figlio di mezzadri, all'età di dodici anni comincia a lavorare come fattorino e aiuto tipografo presso lo studio tipografico e fotografico Galvani di Medicina.
Rimasto orfano all'età di diciott'anni, si adatta ai più umili lavori, appassionandosi alla fotografia e lavorando prima nello Studio Galvani, poi aprendo un proprio studio fotografico a Bologna, nel dopoguerra.
Ha documentato la vita delle campagne emiliane, il lavoro operaio, le manifestazioni popolari del dopoguerra e degli anni successivi fino alla sua morte, avvenuta nel 2004.
| Controllo di autorità | VIAF (EN) 195620561 · ISNI (EN) 0000 0003 8550 7363 · SBN MODV643078 · LCCN (EN) n85289052 · GND (DE) 118855794 |